# Теорія чобіт

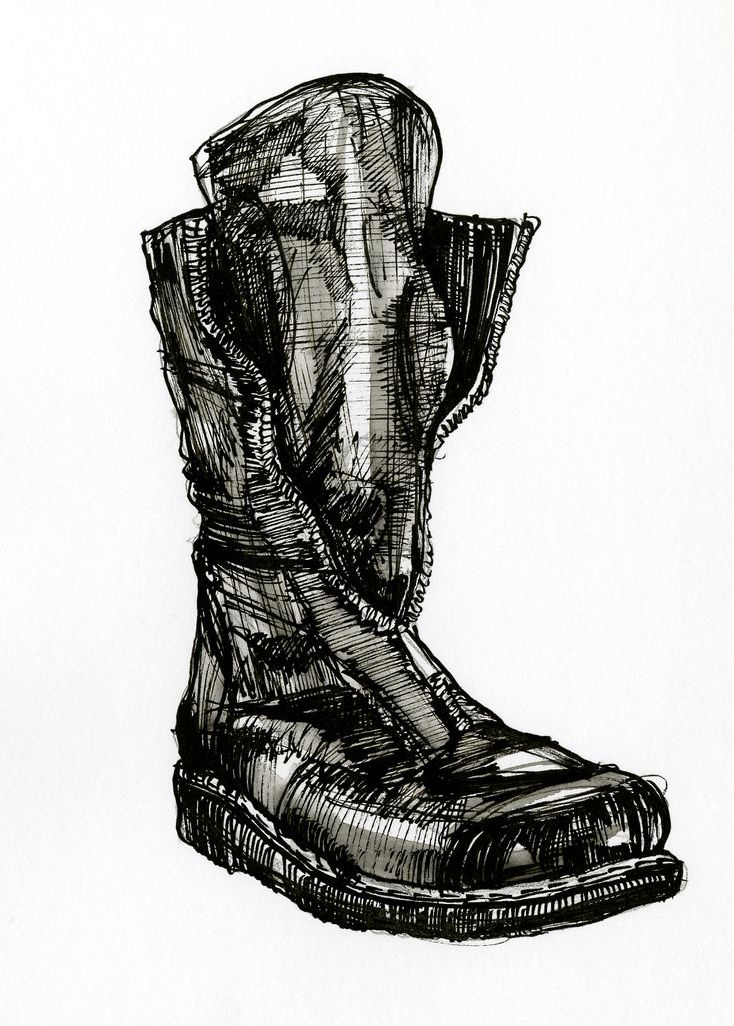
Ескіз чобітка

Теорія соціально-економічної несправедливості Сема Ваймса «Чобітки», яку часто називають просто теорією чобіт, — це економічна теорія, згідно з якою бідні люди змушені купувати дешеві та недорогі продукти та предмети, які потребують постійної заміни, що в довгостроковій перспективі виявляється дорожчим, ніж дорожчі. Цей термін був популяризований англійським письменником-фантастом сером Террі Пратчеттом у його романі «До зброї! До зброї!» 1993 року з серії «Дискосвіт». У романі Сем Ваймс, капітан міської варти Анкх-Морпорк, ілюструє цю концепцію на прикладі чобіт.
Ця теорія була цитована з огляду на аналіз цін на черевики, цін на бензин та економічних умов у Сполученому Королівстві.

## Концепція
У серії романів Террі Пратчетта «Дискосвіт» Сем Ваймс — цинічний, але симпатичний капітан міської варти вигаданого міста-держави Анкх-Морпорк. У романі «Люди зі зброєю» 1993 року, другому романі, який зосереджується на міській варті через перспективу Ваймса, Пратчетт представляє «теорію чобіт Ваймса про соціально-економічну несправедливість» через Ваймса, розмірковуючи про те, як дорого коштує бути бідним:
Причина того, що багаті були такими багатими, міркував Ваймс, полягала в тому, що їм вдавалося витрачати менше грошей. Візьмемо, наприклад, черевики: чоловік, який міг дозволити собі п'ятдесят доларів, мав пару черевиків, які й через десять років зберігали б його ноги сухими, тоді як бідняк, який міг дозволити собі лише дешеві черевики, витратив би на них сотню доларів за той самий час і «все одно мав би мокрі ноги».
У «New Statesman» Марк Берроуз припустив, що Пратчетт черпав натхнення з роману Роберта Треселла «Філантропи в рваних штанях» 1914 року. У книзі «Мода в казковій традиції» Ребекка-Енн С. До Розаріо стверджувала, що «взуття та економічна автономія нерозривно пов'язані» в казках, посилаючись на Теорію Чобіт як на «особливо актуальну» та «проникливу метафору нерівності».

## Приклади
Після публікації «Men at Arms» інші також посилалися на цю теорію. У 2013 році в статті US ConsumerAffairs було посилання на теорію щодо купівлі речей у кредит, зокрема щодо дитячих чобіт у роздрібного продавця Fingerhut; пара черевиків вартістю 25 доларів США за запропонованих відсоткових ставок коштувала б 37 доларів, якщо їх купувати протягом семи місяців. У 2016 році лівоцентричний блог Dorset Eye також опублікував статтю, в якій обговорювалася ця теорія, наводячи паливну бідність у Сполученому Королівстві як приклад її застосування, посилаючись на звіт Управління національної статистики (ONS) за 2014 рік, згідно з яким ті, хто передплатив за електроенергію, швидше за все, страждали від паливної бідності, сплачуючи на 8% більше за своїми рахунками за електроенергію, ніж ті, хто платив прямим дебетом.
У документі для обговорення 2020 року для Фонду соціальних і політичних досліджень Сітара Шрінівас використав цю теорію, щоб проаналізувати, наскільки стійка мода недоступна порівняно зі швидкою модою. У статті під назвою «Ціна бідності», опублікованій в журналі «Tribune» у 2022 році, ця теорія цитувалася як пояснення економічної ситуації у Сполученому Королівстві. Наведені приклади включали вищу вартість оренди в порівнянні з володінням житлом, вищі процентні ставки для позик бідним людям, вплив бідності продовольства на просування в освіті та витрати на охорону здоров'я.